# Kropotkin (obwód irkucki)
Kropotkin – osiedle typu miejskiego w azjatyckiej części Rosji, w obwodzie irkuckim.
Leży na Wyżynie Patomskiej; ok. 90 km na północny wschód od Bodajbo; 2 tys. mieszkańców (2002). Ośrodek regionu wydobycia złota.
Do 1930 r. osiedle nazywało się Tichono-Zadonskij; obecna nazwa na cześć badacza tego rejonu, Piotra Kropotkina.